# 双忠泉

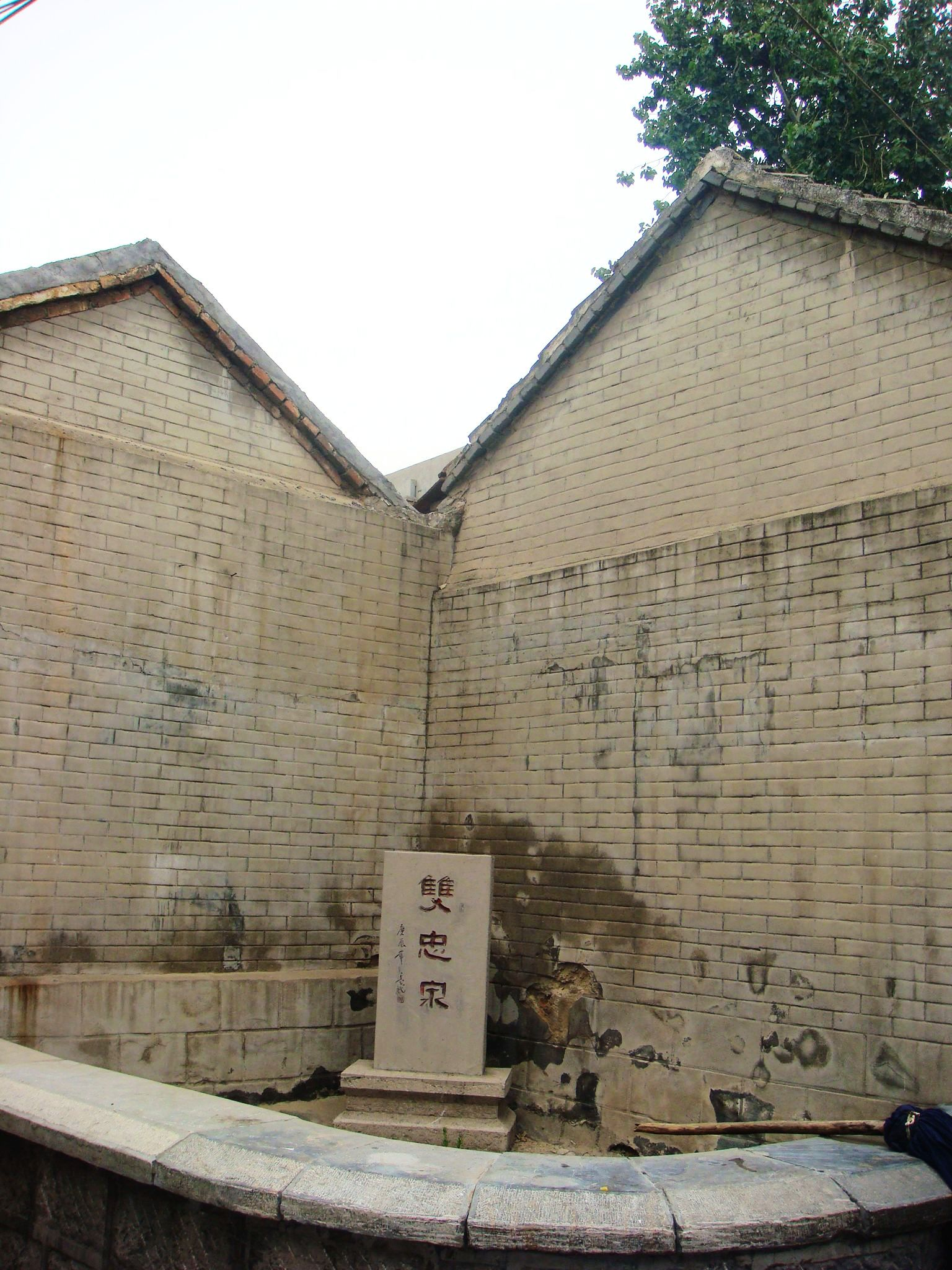
双忠泉泉名碑

双忠泉，位于山东省济南市历下区双忠祠街西首，与启明街相接的丁字路口北侧，载于清代郝植恭《七十二泉记》，亦列入2004年4月评选的新七十二名泉，隶属珍珠泉泉群。该处为双忠祠故址，双忠泉则因祠而得名。
明崇祯十二年（1639年）清军入关南下，于十二月下旬攻占济南城，时任山东巡抚御史的宋学朱和历城知县韩承宣率领城内的千余名乡兵及民众守城九昼夜后死难。清代以“为宋、韩两公殉节，士民既悼其精忠，复感其德泽，特建专祠，以崇厥祀”，建祠称“双忠祠”。康熙四十五年（1706年）夏季，在整修倾圮的双忠祠时掘地涌出一泉，因而得名双忠泉，泉边原勒有石碑，上刻山东督学赵申季所撰《双忠泉记》。
其后泉池随着双忠祠的湮没而被填埋，其址沦为民居，一度嵌于民居山墙上的石碑亦因拆墙时推倒铺地而损毁。现有泉池为2000年6月重新挖掘，池岸亦为重新修葺。该泉东北两面与房屋墙壁相邻，西南两面围以矮墙，泉池由块石砌成，呈两个四方形相叠状，面积约8平方米，水深5米，水质清澈，常年不涸。东北侧立有王墨龙题写的“双忠泉”泉名碑。